# Сен-Марк (Гаїті)
Сен-Марк (фр. Saint-Marc, гаїт. креол. Sen Mak) — місто на заході Гаїті, входить до складу департаменту Артибоніт.

## Географія
Місто розташовано на березі затоки Гонаїв, приблизно за 80 км на північний-захід від столиці країни, міста Порт-о-Пренс.
Абсолютна висота — 127 метрів над рівнем моря. Є важливим торговельним портом.

## Населення
За даними 2013 року чисельність населення становить 89 890 осіб.
Динаміка чисельності населення міста за роками:
| 1971   | 1982   | 1990   | 1995   | 1997   | 2013   |
| ------ | ------ | ------ | ------ | ------ | ------ |
| 17 231 | 24 165 | 38 053 | 45 683 | 49 128 | 89 890 |

## Відомі уродженці
- Марк Луї Базен — в. о. президента і прем'єр-міністр Гаїті (1992–1993).
- Гарсель Бове — американська актриса, співачка й фотомодель.